# Sucre (Aragua)
Sucre is een gemeente in de Venezolaanse staat Aragua. De gemeente telt 128.500 inwoners. De hoofdplaats is Cagua.